# Benjamin Büchel
Benjamin Büchel, född 4 juli 1989, är en liechtensteinsk fotbollsmålvakt som spelar för FC Vaduz och Liechtensteins landslag.
Han utsågs till årets fotbollsspelare i Liechtenstein 2022, 2023 och 2024.